# Andrea Rost (remera)
Andrea Rost es una deportista de la RDA que compitió en remo como timonel. Ganó dos medallas de plata en el Campeonato Mundial de Remo, en los años 1982 y 1983.

## Palmarés internacional
| Campeonato Mundial | Campeonato Mundial | Campeonato Mundial | Campeonato Mundial       |
| Año                | Lugar              | Medalla            | Prueba                   |
| ------------------ | ------------------ | ------------------ | ------------------------ |
| 1982               | Lucerna (Suiza)    | Medalla de plata   | Cuatro scull con timonel |
| 1983               | Duisburgo (RFA)    | Medalla de plata   | Cuatro scull con timonel |